# Tomé da Rocha Linhares
Tomé da Rocha Linhares (São Miguel da Terra Firme, 22 de agosto de 1775 — São Miguel da Terra Firme, 9 de novembro de 1848) foi um político brasileiro.
Filho de Joaquim da Rosa Linhares e de Maria Águida de Jesus. Casou com Francisca das Chagas.
Foi deputado à Assembléia Legislativa Provincial de Santa Catarina na 1ª legislatura (1835 — 1837), como suplente convocado.